# Sender Esslingen (Zollberg)
Der Sender Esslingen (Zollberg) ist ein Füllsender für den Hörfunk. Er befindet sich auf dem Zollberg im gleichnamigen Stadtteil, etwa zwei Kilometer südlich der Esslinger Innenstadt. Es kommt ein freistehender Stahlbetonmast als Antennenträger zum Einsatz.
Von hier aus wird die Stadt Esslingen und die nahe Umgebung mit den UKW-Rundfunkprogrammen Deutschlandfunk und Die Neue 107.7 versorgt.
Bis zur Einführung von DVB-T wurden von diesem Sender die Fernsehprogramme Das Erste, ZDF und SWR Fernsehen analog terrestrisch ausgestrahlt.

## Frequenzen und Programme

### Analoger Hörfunk (UKW)
Folgende Hörfunkprogramme werden vom Sender Esslingen (Zollberg) auf UKW abgestrahlt:
| Frequenz (MHz) | Programm        | RDS PS            | RDS PI | Regionalisierung | ERP (kW) | Antennendiagramm rund (ND)/gerichtet (D) | Polarisation horizontal (H)/vertikal (V) |
| -------------- | --------------- | ----------------- | ------ | ---------------- | -------- | ---------------------------------------- | ---------------------------------------- |
| 96,7           | Deutschlandfunk | __Dlf___          | D210   | –                | 0,1      | D (20–280°)                              | H                                        |
| 97,5           | Die Neue 107.7  | DIE_NEUE/_107.7__ | 130A   | –                | 0,5      | D (160–80°)                              | H                                        |

### Analoges Fernsehen (PAL)
| Kanal | Frequenz (MHz) | Programm                        | ERP (kW) | Diagramm rund (ND)/ gerichtet (D) | Polarisation horizontal (H)/ vertikal (V) |
| ----- | -------------- | ------------------------------- | -------- | --------------------------------- | ----------------------------------------- |
| 37    | 599,25         | ZDF                             | 0,06     | D (10°)                           | H                                         |
| 42    | 679,25         | Das Erste (SWR)                 | 0,06     | D (10°)                           | H                                         |
| 48    | 687,25         | SWR Fernsehen Baden-Württemberg | 0,06     | D (10°)                           | H                                         |